# Визенфелден
Визенфелден (њем. Wiesenfelden) општина је у њемачкој савезној држави Баварска. Једно је од 37 општинских средишта округа Штраубинг-Боген. Према процјени из 2010. у општини је живјело 3.622 становника. Посједује регионалну шифру (AGS) 9278197.

## Географски и демографски подаци
Визенфелден се налази у савезној држави Баварска у округу Штраубинг-Боген. Општина се налази на надморској висини од 610 m. Површина општине износи 78,2 km². У самом мјесту је, према процјени из 2010. године, живјело 3.622 становника. Просјечна густина становништва износи 46 становника/km².